# Maggie Chapman

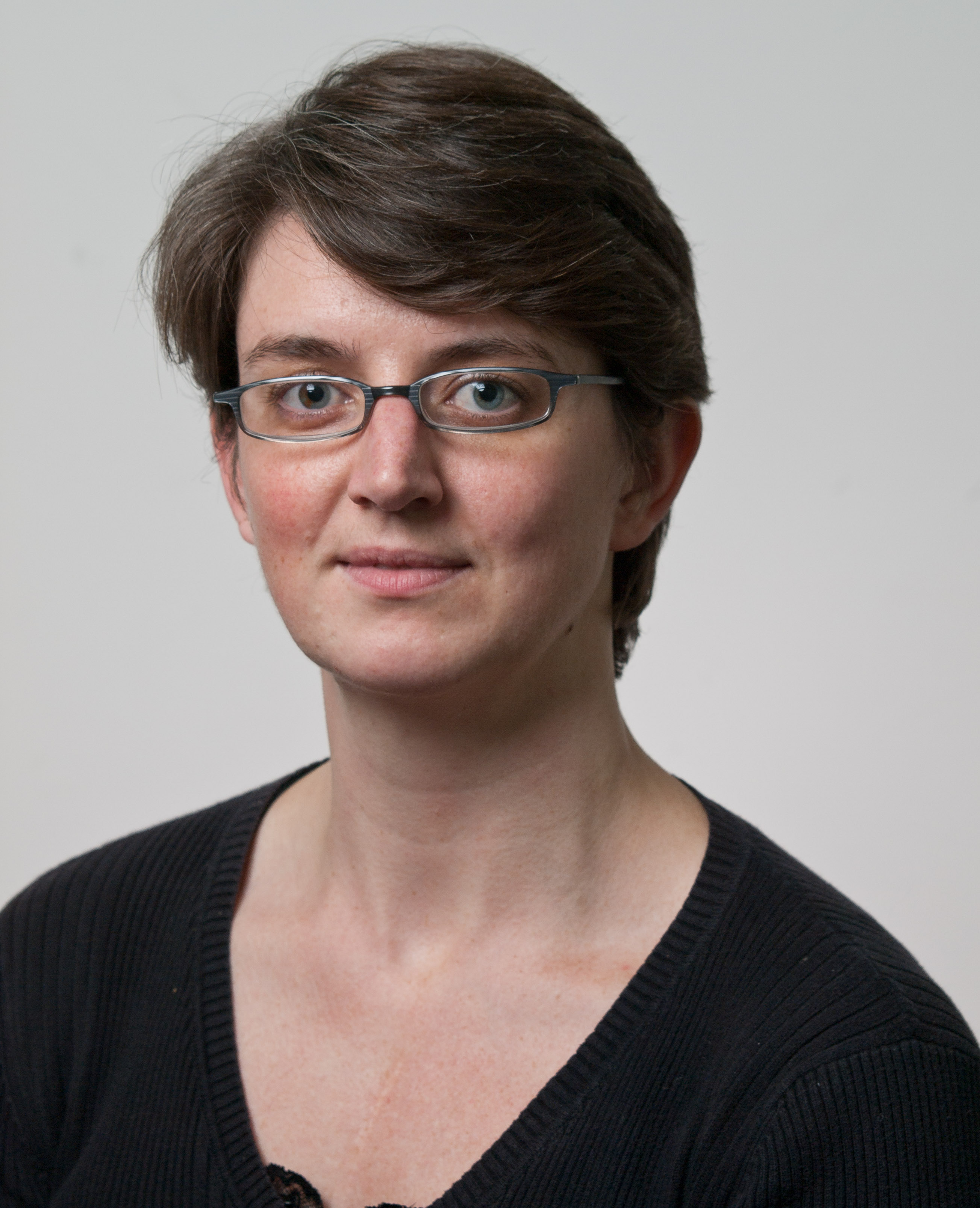
Maggie Chapman (2010)

Maggie Chapman  (* 27. Juni 1979 in Harare, Simbabwe) ist eine schottische Politikerin der Scottish Green Party, deren Co-Vorsitzende sie seit 2013 ist.

## Leben
Maggie Chapman kam 1998 aus Simbabwe nach Schottland, um in Edinburgh an der Universität von Edinburgh Zoologie zu studieren. 2001 schloss sie das Studium mit dem Bachelor ab und machte 2003 ihren Master in Umweltmanagement an der University of Stirling. Anschließend begann sie ein Promotionsstudium in Umweltethik am Institut für Geografie der Universität von Edinburgh. Von 2006 bis 2015 unterrichtete sie Kulturgeografie und Umweltethik an der Edinburgh Napier University. 2014 wählten die Studierenden der University of Aberdeen Maggie Chapman zur Rektorin, eine Position, zu der die rechtliche Vertretung der Studenten in der Universitätsverwaltung gehört.
Maggie Chapman wurde 2007 eine der drei ersten Stadträte der Scottish Green Party in Edinburgh. 2013 war sie die Spitzenkandidatin der schottischen Grünen für die Europawahl 2014. Des Weiteren wurde sie im November 2013 zur Co-Vorsitzenden ihrer Partei gewählt und löste damit Martha Wardrop ab. Im November 2015 wurde Chapman in ihrem Amt bestätigt.
Im Juni 2015 trat sie von ihrem Mandat als Stadträtin zurück, um sich auf ihre Kandidatur im Wahlkreis North East Scotland bei den Wahlen zum schottischen Parlament 2016 zu konzentrieren. In der darauf folgenden Nachwahl wurde Marion Donaldson von der Labour Party in den Stadtrat gewählt.